# 루이조제프 드 부르봉 드 방돔 공작
방돔 공작 루이조제프 드 부르봉(Louis-Joseph de Bourbon, duc de Vendôme)은 제3대 방돔 공작이자 프랑스 원수로써 대동맹 전쟁과 스페인 왕위 계승 전쟁기간 프랑스 군대를 지휘한 사령관이다.

## 생애
프랑스의 앙리 4세와 그의 정부 가브리엘 데스트레(Gabrielle d'Estrée)의 증손자 방돔 공작 루이 2세의 아들로써 파리에서 태어났다. 그의 어머니 로르 망시니(Laura Mancini)의 친언니 올랭피아 망시니(Olympia Mancini)는 사보이 공작 외젠의 어머니로써 두 아들은 훗날 서로 적수가 된다.
방돔은 18살 때 군대에 들어가 곧 자신의 활력과 개인적인 용기로 대네덜란드 전쟁에서 두각을 나타내어, 1688년 육군 중장으로 승진하였다. 대동맹 전쟁의 스텐케르케 전투에서 뤽상부르 공작과 마르사그리아 전투에서는 니콜라 카티나 휘하에서 눈에띄는 활약을 보였다. 1695년 카탈루냐 주둔군 군사령관을 맡았으나 1697년 바르셀로나에서 포로가 되기도 했다.
그 후 곧 그는 프랑스의 원수가 되었다. 1702년 카티나와 빌레루아 공작이 지휘했지만 실패로 끝난 첫 전역(campaign) 후 그는 스페인 왕위 계승 전쟁에서 이탈리아 전선 지휘를 맡게 되었다. 이탈리아에서 3번의 원정을 통해 그는 사보이 공작 외젠을 상대로 호각을 이뤄 외젠의 호적수로써 명성을 떨쳤고, 1705년 카사노 전투에서 외젠을 패퇴시킨 그의 훌륭한 용기와 지휘를 받은 그의 군대는 이전에 패배한 그의 무능한 동생인 필리프 드 방돔(Philippe, the Grand Prior)이 지휘했던것과는 다른 모습이 되었다.
다음해 1706년 그는 칼치나토 전투에서 승리한 후, 페르디낭 드 마르생과 오를레앙 공작 필리프 2세의 대패로 인한 라미예 전투의 재앙을 복구하기 위해 곧 플랑드르로 보내졌다. 하지만 그는 여기서 오우데나르데 전투에서 도팽 부르고뉴 공작의 단지 조언자의 역할만 맡게 되었고, 충실하게 조언했지만 부르고뉴 공작은 듣지 않고 자신의 고집을 부려 패배를 막진 못했다.
그는 그 후 군사업무에 진저리가 나서 소유영지로 은퇴했으나, 얼마안가 스페인왕 펠리페 5세에게 소환되어 스페인군의 지휘를 맡게 되었다. 그는 이곳에서 자신의 마지막 승리이자 펠리페 5세의 왕위를 굳히게 만든 브리우에가 전투와 비야비시오사 전투에서 승리했다. 전쟁 종결 전 그는 1712년 6월 11일에 비나로스에서 급사했고, 엘에스코리알에 매장되었다.
방돔은 프랑스 군사 역사상 가장 뛰어난 군인 중 한명이었다. 그가 가지고 있던 능력과 풍부한 상상력은 그를 진정한 군사 리더이자, 눈부신 용기를 가진 군인이라고 할 수 있다.
그의 아내 마리 안느 드 부르봉 콩데(Marie Anne de Condé)는 콩데 공 앙리 3세 줄 드 부르봉의 막내딸이지만 둘 사이에서 아이가 없었기 때문에 방돔 공작 작위는 친동생 필리프에게 계승되었다.

## 참조
본 문서에는 현재 퍼블릭 도메인에 속한 브리태니커 백과사전 제11판의 내용을 기초로 작성된 내용이 포함되어 있습니다.

## 서적
- De Bellerive, Les dernières campagnes de Louis Joseph de Vendôme (Paris, 1714)
- Voltaire, Le siècle de Louis XIV